# Unione dei comuni Valli del Reno, Lavino e Samoggia
L'Unione dei comuni Valli del Reno, Lavino e Samoggia è un ente locale sovracomunale, con statuto autonomo, istituita il 23 dicembre 2013, alla vigilia della nascita del comune di Valsamoggia, e insediatasi ufficialmente il 16 giugno 2014.
L'Unione dei comuni Valli del Reno, Lavino e Samoggia è nata in seguito all'allargamento istituzionale dell'Unione di comuni Valle del Samoggia, in attuazione del dell'art. 32 del Decreto Legislativo 18/8/2000 n. 267 e della Legge
Regionale 21/2012.
La sede dell'Unione dal 1º gennaio 2015 è presso il municipio di Casalecchio di Reno.
Fanno parte dell'ente i seguenti comuni:
- Valsamoggia
- Monte San Pietro
- Casalecchio di Reno
- Zola Predosa
- Sasso Marconi

L'Unione comunale è compresa nel bacino imbrifero del torrente Samoggia e Lavino, e del fiume Reno.
Il presidente dell'unione è Massimo Bosso. L'unione comprende un'area di 404,35 km² nella quale risiedono 110.824 abitanti.

## Amministrazione
| Periodo          | Periodo        | Primo cittadino | Partito                  | Carica     | Note       |
| ---------------- | -------------- | --------------- | ------------------------ | ---------- | ---------- |
| 23 dicembre 2013 | 28 luglio 2014 | Stefano Rizzoli | Partito Democratico (PD) | Presidente | ad interim |
| 28 luglio 2014   | in carica      | Massimo Bosso   | Partito Democratico (PD) | Presidente |            |